# مات ديويت
مات ديويت (بالإنجليزية: Matt DeWitt)‏ هو لاعب كرة قاعدة أمريكي، ولد في 4 سبتمبر 1977 في سان بيرناردينو في الولايات المتحدة.

## وصلات خارجية
- مات ديويت على موقعبيزبول رفرنس.كوم (الدوري الرئيسي) (الإنجليزية)
- مات ديويت على موقعبيزبول رفرنس.كوم (الدوري الثانوي) (الإنجليزية)